# Gottfried von Preyer

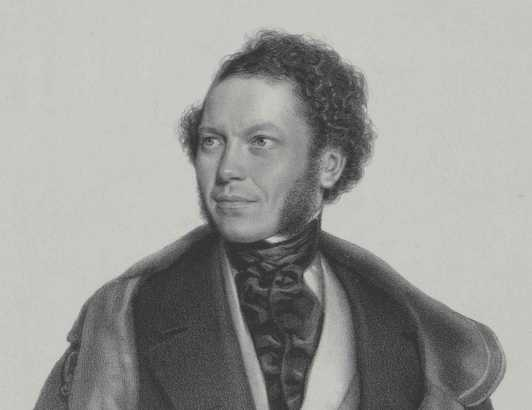
Gottfried von Preyer, Lithographie von August Prinzhofer, 1845 (Ausschnitt)

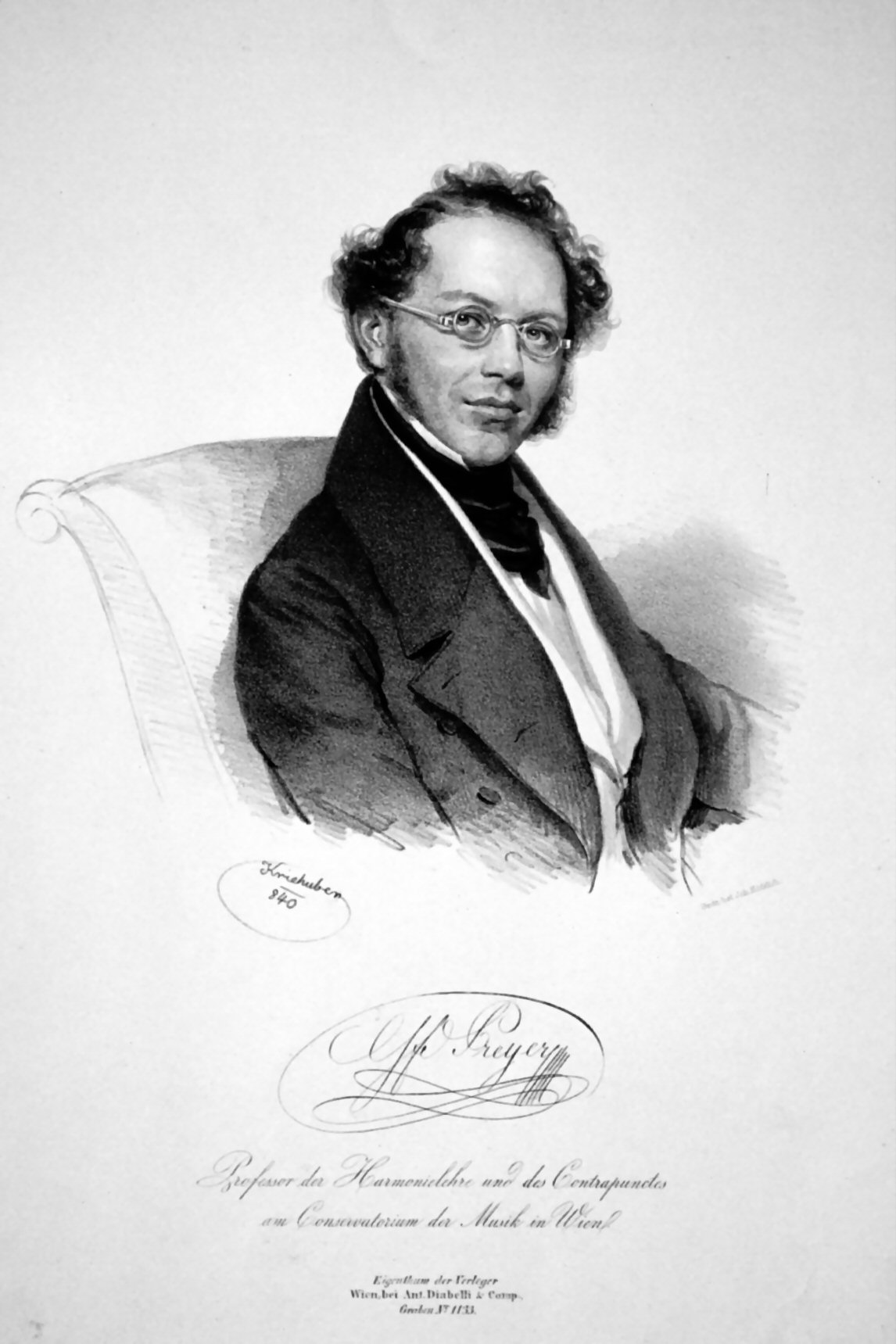
Gottfried Preyer, Lithographie von Josef Kriehuber, 1840

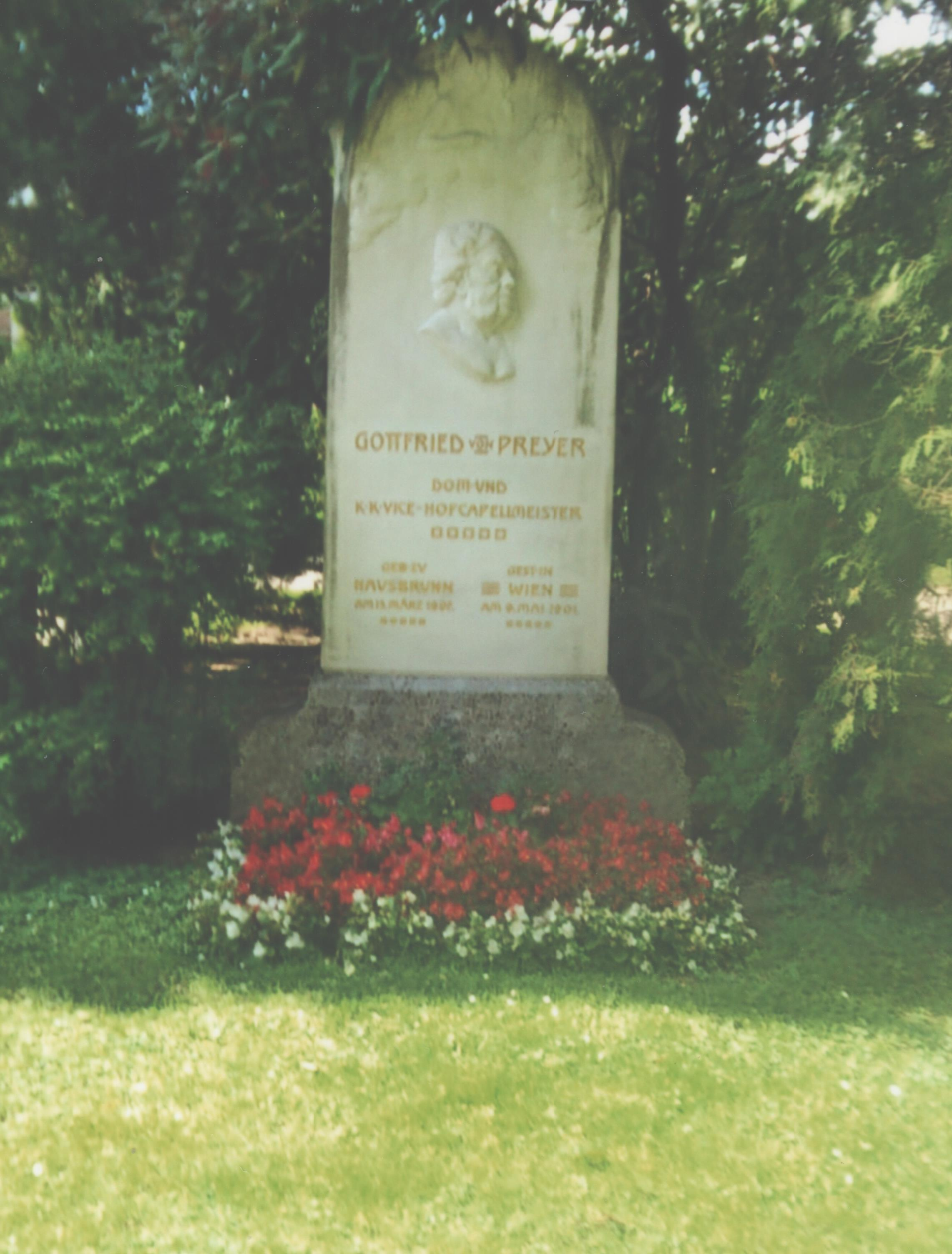
Grabstätte Gottfried von Preyer

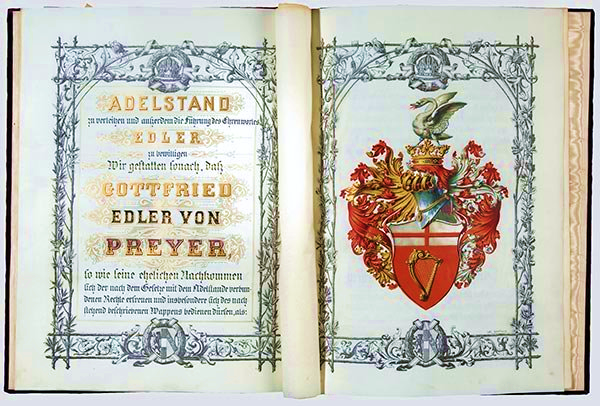
Adelsbrief des Gottfried Preyer, „kaiserlicher Rathe und Vice-Hofkapellmeister des Ruhestandes, Domkapellmeister an der Metropolitankirche zu St. Stephan in Wien“, als „Edler von Preyer“. Ausgestellt am 21. Januar 1894 in Wien durch Kaiser Franz Joseph I.

Gottfried Preyer, ab 1894 Edler von Preyer, (* 15. März 1807 in Hausbrunn, Niederösterreich; † 9. Mai 1901 in Wien) war ein österreichischer Komponist, Dirigent, Direktor des Konservatoriums der Gesellschaft der Musikfreunde in Wien und Domkapellmeister von St. Stephan in Wien.

## Leben
Gottfried Preyers Vater, Johann M. P. Preyer (1773–1850), war Schullehrer und Regenschori in Hausbrunn. Schon im Kindesalter beherrschte Gottfried Klavier, Orgel, Violine und bekam eine Gesangsausbildung. Später erlernte er noch das Spielen von Blasinstrumenten.
Er absolvierte eine Lehrerausbildung in Korneuburg und studierte 1828 bis 1834 Generalbass, Kontrapunkt und Komposition bei Simon Sechter am Wiener Konservatorium der Gesellschaft der Musikfreunde. 1839 wurde er selbst Professor für Harmonielehre und Komposition am Konservatorium und 1844 bis 1849 fungierte er als dessen Direktor.
Preyer war 1844 bis 1876 Vizehofkapellmeister der Wiener Hofmusikkapelle, 1846 bis 1862 Hoforganist und von 1853 bis 1901 Domkapellmeister von St. Stephan. Er erreichte eine angesehene und einflussreiche Position im Wiener Musikleben des 19. Jahrhunderts.
Als Anerkennung für sein musikalisches Wirken wurde er 1894 in den Adelsstand erhoben.
Er war Sammler von Bildern vorwiegend zeitgenössischer französischer Künstler, besaß aber auch Werke bedeutender Maler wie Hans Holbein, Rembrandt van Rijn, Peter Paul Rubens und Anthonis van Dyck.
Obwohl Preyer aus einfachen Verhältnissen stammte, schaffte er es, sich im Laufe seines Lebens ein beträchtliches Vermögen zu schaffen.
Er hinterließ als Erlös aus seiner wertvollen Bildersammlung zwei Millionen Goldkronen, eine damals enorme Summe, die er der Stiftung des Preyer'schen Kinderspitals in Wien vermachte. Das Spital wurde nach Verzögerungen erst 1915 eröffnet und existierte bis 2016.
Gottfried von Preyer lag in einem Ehrengrab auf dem Wiener Zentralfriedhof (Gruppe 32 A, Nummer 8).
1912 wurde die Preyergasse in Wien-Hietzing nach ihm benannt.
im Jahre 2007 wurde in seinem Geburtsort Hausbrunn neben dem Rathaus ein Denkmal errichtet.

## Werke
Im Laufe seines Lebens verfasste Preyer über 600, nur vereinzelt gedruckte Kompositionen von geistlichen und weltlichen Musikstücken: 4 Requien, 5 Te Deums, etwa 25 Messen, Hymnen und Responsorien, Orgelwerke, 2 Symphonien, Streichquartette und Lieder. Namentlich bekannt sind das Oratorium Noah sowie die Opern Walladmor, Die Freymannshöhle und Amaranth.
Seine Kompositionen geistlicher Musik zählen noch heute zum gängigen Repertoire der Kirchenmusik.